# Groupe hospitalier Est Réunion
Le groupe hospitalier Est Réunion, ou GHER, est un groupe hospitalier de l'île de La Réunion. Installé à Saint-Benoît, il a ouvert en janvier 2012. Il dispose de 450 lits.